# Selkie

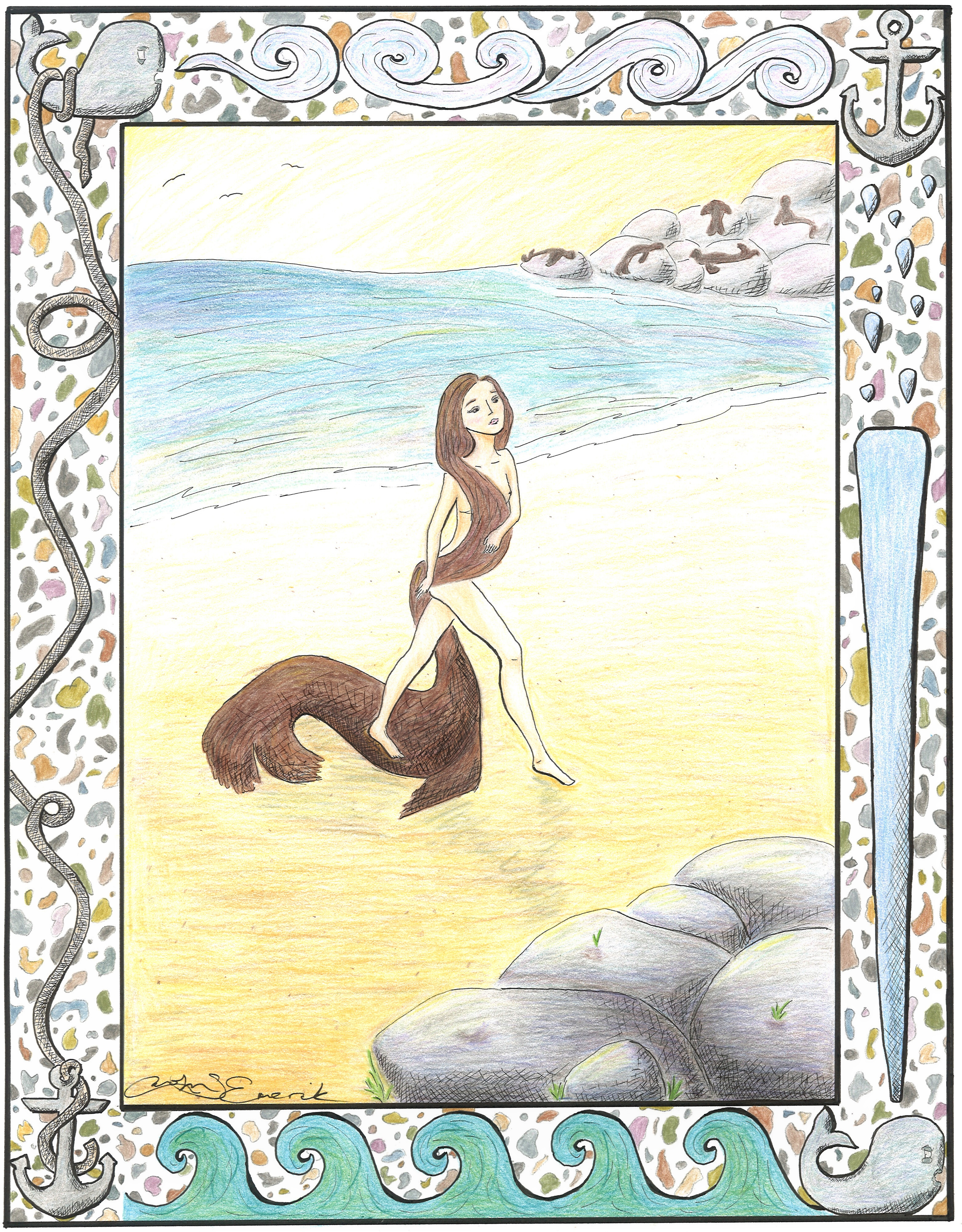
Žena moře

Selkie (irsky/gaelsky: selchidh) je bájné stvoření, které se vyskytuje ve folklóru ve Skotsku, v Irsku a na Faerských ostrovech. Podobné stvoření popisuje i folklór na Islandu. Slovo je odvozené ze staroskotského slova selich, resp. ze staroanglického seolh, jež znamená tuleň. Selkie žijí jako tuleni v moři, ale když si svléknou kůži, stávají se lidmi na pevnině. Legenda je nejznámější na Orknejích a Shetlandách a je velmi podobná legendě o labutí dívce.
Příběhy se selkií jsou většinou smutné romantické příběhy. Pokud selkie přijde o svou tulení kůži, není již schopná se vrátit zpět do moře. Pokud ji však najde, okamžitě se tam vrátí a je ochotná nechat na souši i svou rodinu.

## Legendy

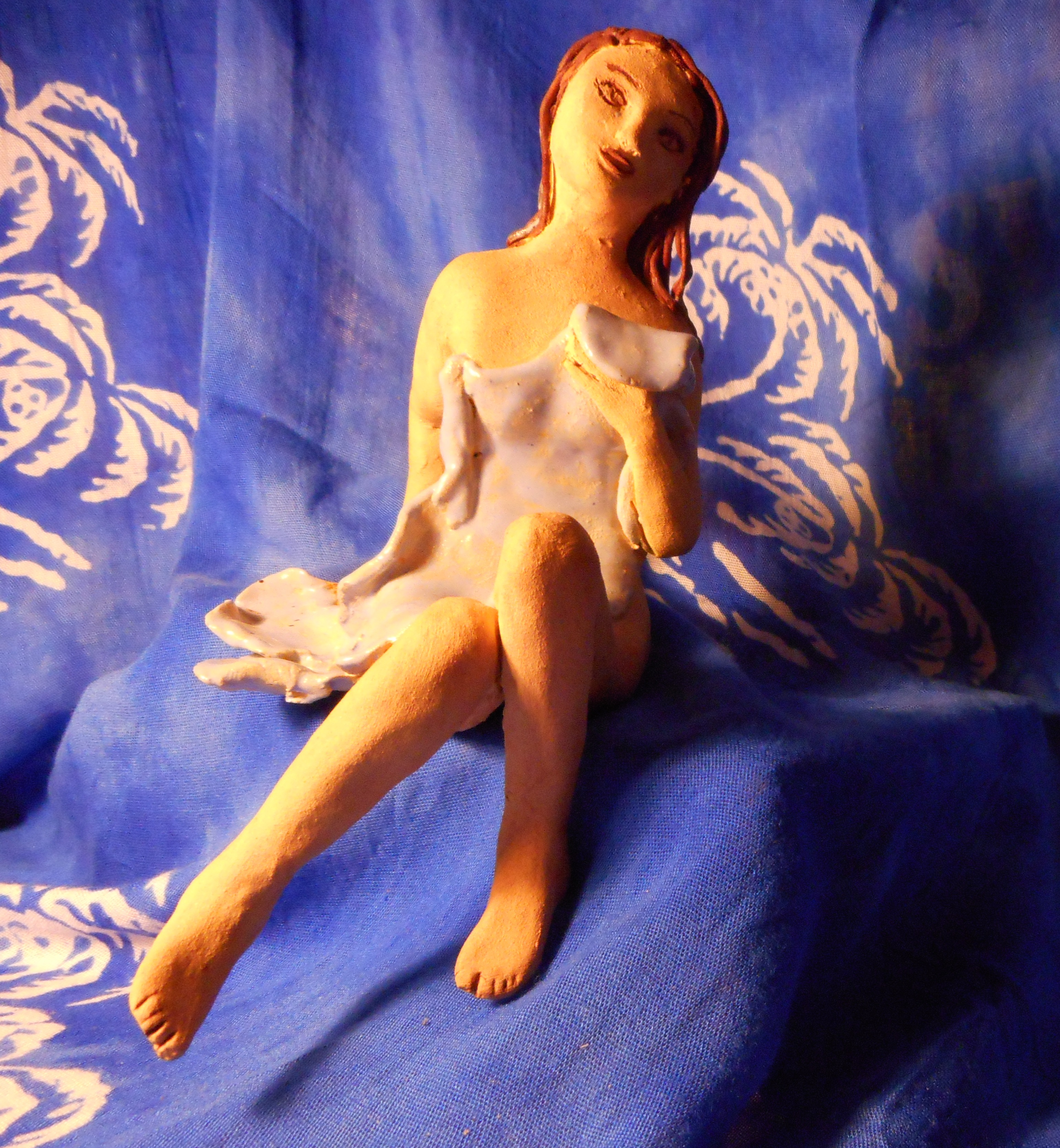
Selkie s tulení kůží

Lidská podoba samců těchto bájných stvoření bývá popisována jako velmi přitažlivá. Pro lidské ženy je obtížné odolat svůdné moci těchto samců. Samci selkie obvykle svádí vdané ženy čekající na své muže rybáře a okouzlují ženy, které jsou nespokojené se svým životem. Pokud chce lidská žena navázat kontakt se samcem selkie, musí uronit sedm slz do moře. V případě, že člověk ukradne ženě selkie její tulení kůži, selkie je nucena stát se jeho ženou. Tato ženská bájná stvoření jsou prý výborné manželky, ale často je můžeme přistihnout, jak toužebně hledí na oceán a teskní po svém pravém domově. Když však selkie žena nalezne svou kůži, ihned se vrátí do moře, případně ke svému selkie manželovi. Selkie žena se po návratu do moře obvykle vyhýbá setkání se svým lidským manželem, ale někdy jsou tyto ženy zobrazovány při návštěvě svých pololidských dětí, jak si s nimi hrají ve vlnách.
Tulení kožoměnci, podobně jako selkie, existují ve folklóru mnoha zemí. Odpovídající stvoření existovalo ve švédské legendě. Činukové v Severní Americe si vypravějí příběh o chlapci měnícím se do tuleně.

## V kultuře
Irské animační Cartoon Saloon natočilo v roce 2014 animovaný film Píseň moře, který je založený na legendě o selkie.
V irském filmu Ondine, uveden roku 2015, rybář Syracuse (Colin Farrell) zachytil do svých sítí krásnou mladou ženu. Řekla mu, že se jmenuje Ondine, což znamená „ta, která přichází z moře“. Zpívá na jeho lodi a rybáři se zázračně podaří ulovit velké množství ryb. Nabídne jí přístřeší ve svém domě. Neznámá dívka vyvolává řadu otázek. Setkává se s rybářovou dcerou, která si je jistá, že Ondine je selkie, která nechala svoji tulení kůži v moři, aby mohla žít na zemi jako člověk.